# ÍB Ísafjörður
Íþróttabandalag Ísafjarðar war ein isländischer Sportverein aus Ísafjörður, der vor allem für seine Fußballmannschaft bekannt war.

## Geschichte
ÍB Ísafjörður gründete sich 1946. Neun Jahre später konstituierte sich die Fußballabteilung offiziell, um am offiziellen Spielbetrieb teilnehmen zu können. Der Klub wurde dem Nordteil der seinerzeit zweitklassigen 2. deild karla zugeordnet, wo er teilweise ohne Spielbetrieb auf Anhieb als Teilnehmer an den Aufstiegsplayoffs feststand. Nachdem die Mannschaft dort zunächst gegen ÍB Hafnarfjörður, ÍB Keflavík und Þróttur Reykjavík erfolglos geblieben war, setzte sie sich in der Zweitligaspielzeit 1961 gegen ÍB Keflavík durch und erreichte erstmals die erste Liga. Mit nur einem Punkt, geholt gegen den späteren Vizemeister Valur Reykjavík, beendete sie die Spielzeit 1962 auf dem letzten Tabellenrang und stieg direkt wieder ab.
Nach dem Abstieg etablierte sich ÍB Ísafjörður in der zweiten Liga, ehe der Verein in der Spielzeit 1968 in seiner Staffel nur einen Sieg im Saisonverlauf holte und als Schlusslicht gegen den Tabellenletzten der anderen Staffel um den Abstieg spielte. In der Relegation setzte sich Víkingur Reykjavík durch, so dass ÍB Ísafjörður erstmals in der Vereinsgeschichte drittklassig spielte. Nach dem direkten Wiederaufstieg war der Klub lange Zeit Zweitligist. Gemeinsam mit ÍB Keflavík dominierte er die Zweitliga-Spielzeit 1981 und das Duo kehrte in die höchste Spielklasse zurück. Mit einem fünften Platz in der Erstligasaison 1982 erreichte er das bis dato beste Ergebnis der Vereinsgeschichte, verpasste aber in der folgenden Saison mit drei Punkten Rückstand auf ÍBV Vestmannaeyja als Tabellenletzter den erneuten Klassenerhalt.
Der erneute Zweitligaaufenthalt für ÍB Ísafjörður währte nur bis zum Ende der Spielzeit 1987, als der Verein als Schlusslicht gemeinsam mit UMF Einherji in die Drittklassigkeit abstieg. Ende 1991 gelang die Rückkehr in die zweite Liga, am Ende der Zweitliga-Saison 1993 fehlte ein Punkt auf den vom ÍR Reykjavík belegten letzten Nicht-Abstiegsplatz.
Zwischen 1981 und 1987 verfügte der Klub über eine Frauenfußballmannschaft. Diese spielte zeitweise in der ersten Frauenliga. In der Spielzeit 1984 wurde sie Tabellenvierte, ehe sie in der folgenden Saison ohne Punktgewinn Tabellenschlusslicht wurde. 1987 wurde sie Meisterin der zweiten Liga, nach dem Abstieg der Männer wurde die Mannschaft jedoch aus finanziellen Gründen aufgelöst und wechselte innerhalb des Ortes zum Badmintonfélag Ísafjarðar, der das Startrecht erbte.
Später fusionierte ÍB Ísafjörður mit Héraðssamband Vestur-Ísfirðinga zum Héraðssamband Vestfirðinga.